# Weezer (álbum de 2016)
Weezer, também referido como The White Álbum, é o décimo álbum de estúdio da banda americana de rock alternativo Weezer, a ser lançado a 1 de Abril de 2016 pela gravadora Crush Music. Este será o segundo álbum da banda a não ser lançado por uma grande editora (após Hurley) e o quarto homónimo (após Weezer (1994), Weezer (2001) e Weezer (2008)). Foram lançado quatro singles a partir do álbum, incluindo "Thank God for Girls", "Do You Wanna Get High", "King of the World" e "L.A. Girlz".

## Escrita e composição
Rivers Cuomo descreveu Weezer como sendo um "álbum de praia", baseado nas suas experiências "a conviver a leste de Los Angeles [...] com pessoas de Venice e Santa Mónica, na praia, no Hare Krishna, no siquismo, nos patins em linha com a guitarra, com a raparigas do Tinder num raio de quatro milhas, a ver outras bandas, nos miúdos do La Sera". Cuomo também referiu os The Beach Boys como influência sobre o estilo do álbum. "Do You Wanna Get High?", o segundo single do álbum, lida com o vício de Cuomo em medicamentos durante 2000-2001, tal como a sua namorada na altura, descrevendo-o como "um retrato muito desagradável e intencionalmente desconfortável da vida de um viciado" e que "não há nada de sexy, divertido ou engraçado sobre isso". A rapariga desconhecida também serviu de inspiração para a música do The Gree Album "O Girlfriend".

## Lançamento e promoção
A banda anunciou o álbum a 14 de Janeiro de 2016, juntamente com a faixa "King of the World". Em promoção do álbum, os Weezer agendaram e co-encabeçam a digressão Weezer & Panic! at the Disco Summer Tour 2016 com os Panic! at the Disco em 2016. A 17 de Fevereiro de 2016, "L.A. Girlz" foi apresentado através da Apple Music, tendo sido lançado no dia seguinte.

## Lista de Faixas
| N.º            | Título                         | Compositor(es)                                                    | Duração |  |
| 1.             | "California Kids"              | Rivers Cuomo, Dan Wilson                                          | 3:25    |  |
| 2.             | "Wind in Our Sail"             | Rivers Cuomo, Kenneth Chesak, Ryan Spraker                        | 2:53    |  |
| 3.             | "Thank God for Girls"          | Rivers Cuomo, Alex Goose, Michael Balzer, Alex Balzer, Bill Petti | 3:30    |  |
| 4.             | "(Girl We Got A) Good Thing"   | Rivers Cuomo                                                      | 3:25    |  |
| 5.             | "Do You Wanna Get High"        | Rivers Cuomo                                                      | 3:27    |  |
| 6.             | "King of the World"            | Rivers Cuomo, Jarrad Kritzstein                                   | 3:24    |  |
| 7.             | "Summer Elaine and Drunk Dori" | Rivers Cuomo                                                      | 3:25    |  |
| 8.             | "L.A. Girlz"                   | Rivers Cuomo, Brian Bell, Luther Russel                           | 3:29    |  |
| 9.             | "Jacked Up"                    | Rivers Cuomo, Jonathan Coffer, Hugh Pescod                        | 2:53    |  |
| 10.            | "Endless Bummer"               | Rivers Cuomo, Brian Bell, Luther Russel                           | 4:14    |  |
| Duração total: | Duração total:                 | Duração total:                                                    | 34:05   |  |

## Pessoal
Weezer
- Brian Bell - guitarra, vocais de apoio, teclado, sintetizador
- Rivers Cuomo - guitarra, vocalista, teclado, sintetizador
- Scott Shriner - baixo, vocais de apoio, teclado
- Patrick Wilson - bateria, vocais de apoio, percussão